# 1964년 미국 대통령 선거
1964년 미국 대통령 선거는 1964년 11월 3일에 치른 미국의 대통령 선거이다. 미국 역사에서 가장 일방적인 선거 중 하나. 현직 대통령 린든 존슨(민주당)은 전임자 존 F. 케네디의 암살 사건으로 1년 미만 전에 대통령직을 계승하지만, 케네디의 인기에 자신도 이익을 볼 수 있었다. 또한 존슨은 대항마인 공화당의 상원 의원 배리 골드워터를 1930년대 뉴딜 시대에 만들어진 사회 복지 프로그램(예: 사회 보장 제도)의 폐지를 원하는 우파 의원이라고 채색도 잘 했다. 또한 골드워터는 이 나라를 소련과의 핵전쟁에 돌입시킬지도 모른다고 주장했는데, 관련해서 특히 데이지 걸 광고는 지금까지도 제법 유명하다. 존슨은 이러한 요소를 잘 이용하여, 50주 중 44주와 콜롬비아 특별구에서 압승을 거두고, 쉽게 당선됐다. 2020년 시점에서 존슨과 골드 워터의 총선 득표율 차이 22.6%는 대통령 선거 역사상 5번째로 큰 것이다. (위는 1920년, 1924년, 1936년과 1972년 선거이다.) 그리고 존슨은 61.1%의 득표율을 얻었는데, 이것은 1820년 이후 대통령 후보가 얻은 것으로는 최고 득표율을 기록하고 있다.

## 존 F. 케네디의 암살
케네디 대통령은 1963년 11월 22일 텍사스주 댈러스에서 암살되었다. 케네디 지지자들은 카리스마적 지도자를 잃은 것에 충격을 받고 비탄에 잠겼다. 상대편 대통령 후보는 살해 된 대통령의 정책에 반대하고 있었고, 출마하기에는 멋쩍은 입장에 처했다.
이후의 상 중에, 공화당 지도자들은 불경으로 생각되지 않도록 정치적 정지 기간을 요구했다. 주요 정당의 후보자 모두가 1964년 1월까지 거의 정치 활동을 하지 않고, 다음에 공식 예비 선거의 계절이 시작되었다. 당시 정치 평론가의 대부분은 케네디의 암살이 나라를 정치적으로 불안정한 상태로 빠뜨렸다고 보고 있다.

## 후보

### 민주당

#### 민주당 대통령 후보

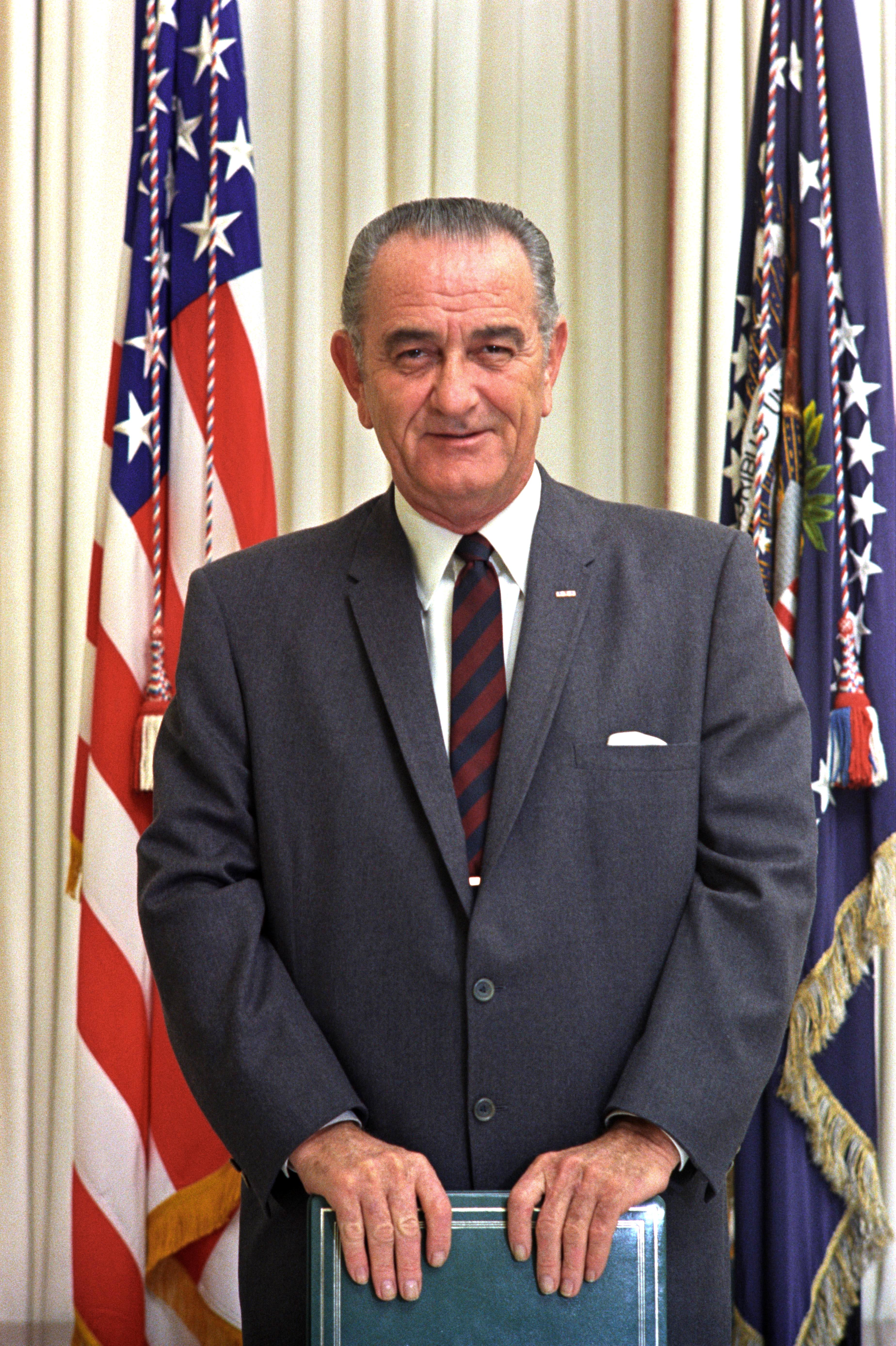
린든 존슨, 현직 대통령, 텍사스주 출신
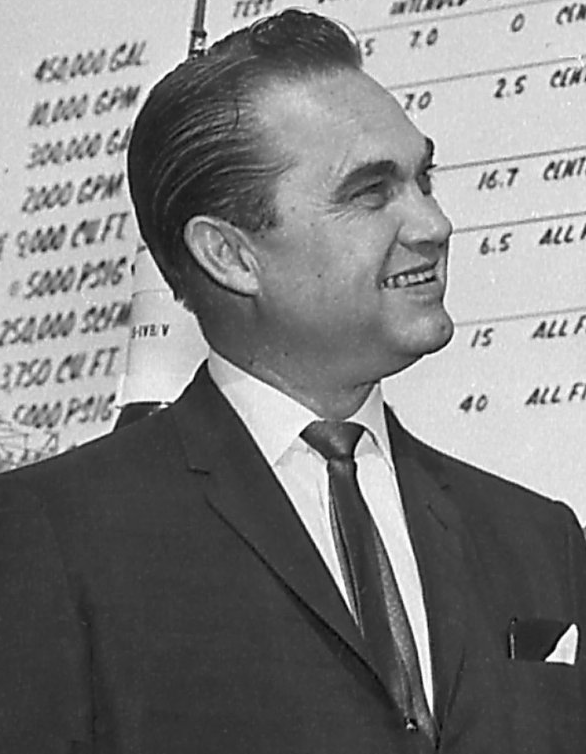
조지 월리스, 앨라배마주지사

존슨의 대통령 후보 지명은 확정적이었지만, 존슨은 전당 대회를 지배하고 민권에 대한 명백한 투쟁을 피하는 것을 희망했다. 그럼에도 불구하고 민권 문제에 관해서는 지명의 시기에 두 파로부터 도전을 받았다.
인종차별주의자인 앨라배마 주지사 조지 월리스는 존슨에 맞서 북부 주에서 많은 예비 선거에 출마, 메릴랜드, 인디애나와 위스콘신 예비 선거에서는 존슨에 대한 들러리인 현지 출신의 후보에 대해 놀라운 선전을 했다.

#### 예비선거 결과
- 팻 브라운 - 1,693,813 (27.26%)
- 린든 존슨 - 1,106,999 (17.82%)
- 샘 요티 - 798,431 (12.85%)
- 조지 월러스 - 672,984 (10.83%)
- 존 W. 레이놀즈 - 522,405 (8.41%)
- 알버트 S 포터 - 493,619 (7.94%)
- 매튜 E. 웨일스 어 - 376,023 (6.05%)
- 대니얼 B. 브루스터 - 267,106 (4.30%)
- 제닝스 랜돌프 - 131,432 (2.12%)
- 비특정 후보 - 81,614 (1.31)
- 로버트 케네디 - 36,258 (0.58%)
- 기타 - 23,235 (0.37%)
- 헨리 캐벗 로지 Jr. (기명 투표) - 8,495 (0.14%)
- 애들레이 스티븐슨 - 800 (0.01%)
- 휴버트 H. 험프리 - 548 (0.01%)

### 공화당

#### 공화당 후보

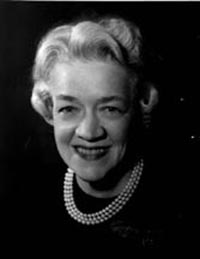
마거렛 체이스 스미스, 메인주선출 미국 상원의원
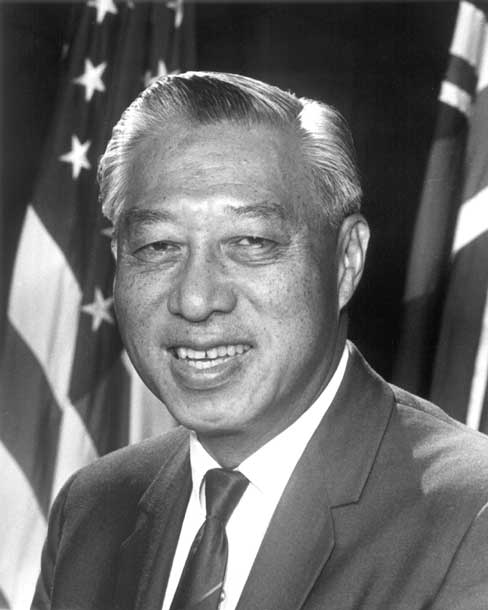
히람 폰, 하와이주선출 미국 상원의원
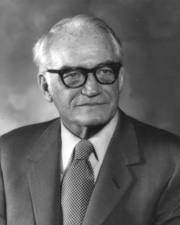
배리 골드워터, 애리조나주선출 미국 상원의원
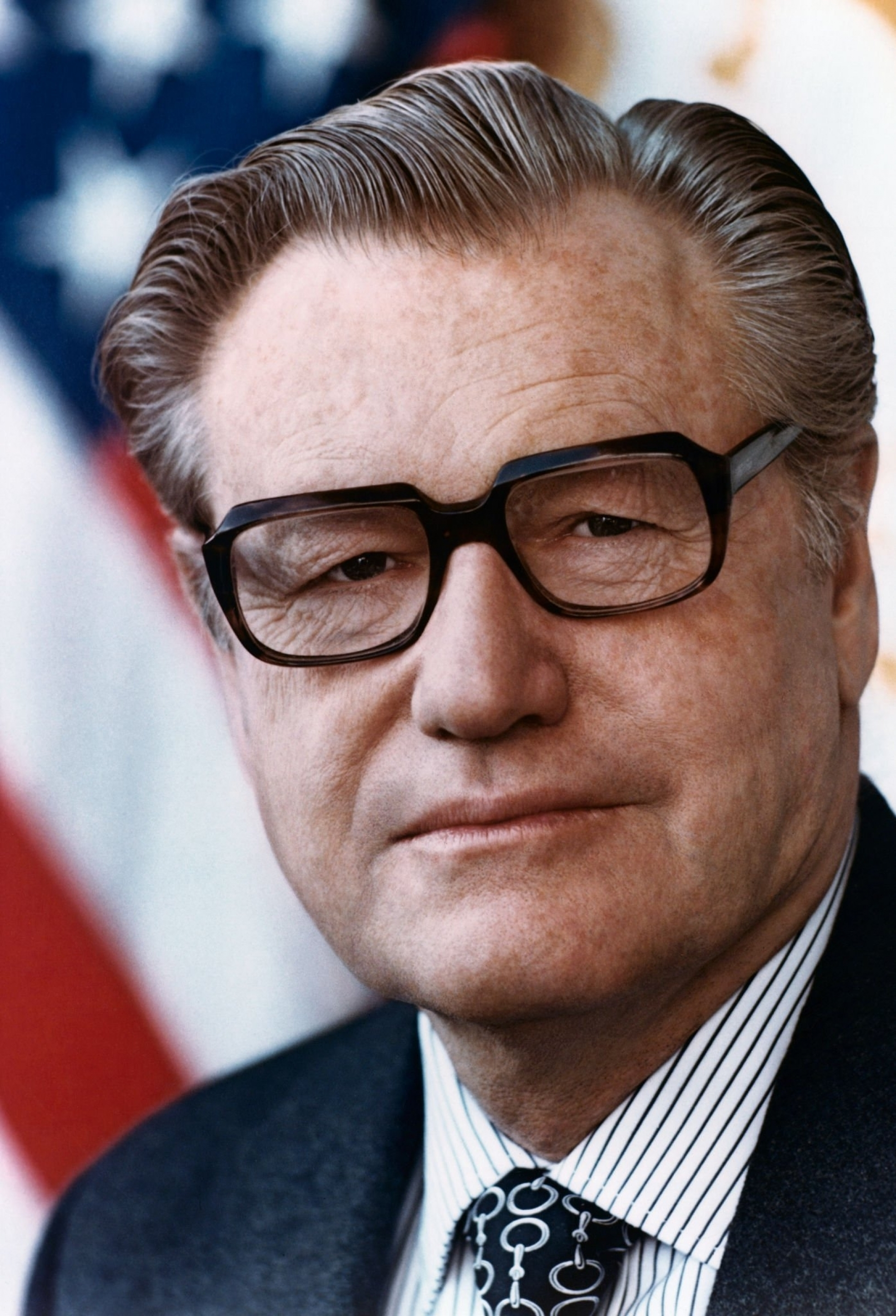
넬슨 록펠러, 뉴욕주 지사
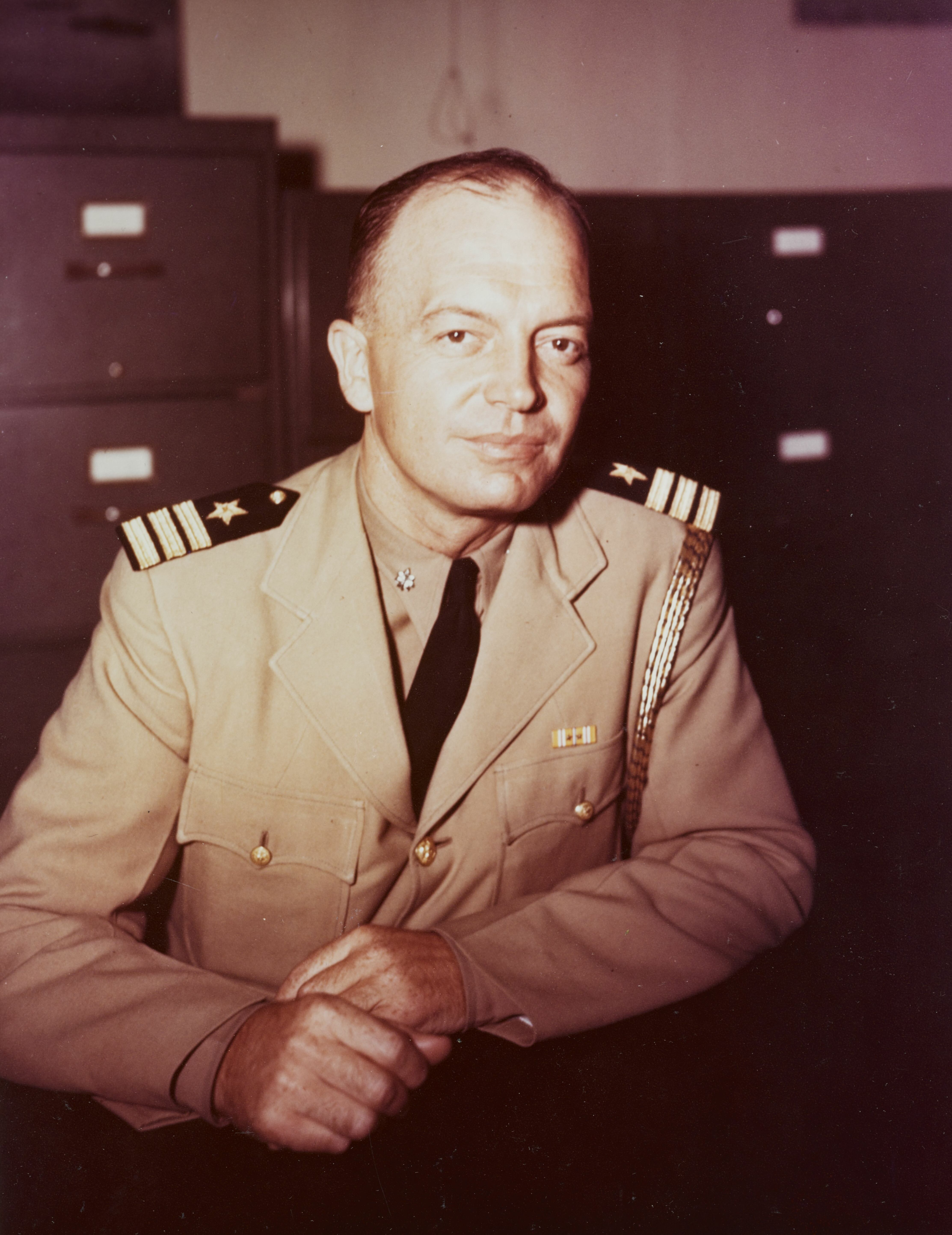
해럴드 스타센, 전미네소타주 지사

- 존 W. 번즈, 위스콘신주선출 미국 하원의원
- 월터 H. 저드, 전 미네소타주 미국 하원의원
- 제임스 A. 로즈, 오하이오주 지사
- 존 W. 스테피, 메릴랜드주선출 미국 상원의원

공화당은 지난 대선의 부통령 후보였던 배리 골드워터를 대통령 후보로 선출했다.

## 선거 결과
| 대선 결과                     |              |            |            |               |                           |               |
| 대통령 후보 출신 주           | 정당         | 득표수     | 득표율     | 선거인단 득표 | 부통령 후보 출신 주       | 선거인단 득표 |
| 린든 존슨 텍사스              | 민주당       | 43,127,041 | 61.05%     | 486           | 휴버트 험프리 미네소타    | 486           |
| 배리 골드워터 애리조나        | 공화당       | 27,175,754 | 38.47%     | 52            | 윌리엄 밀러 뉴욕          | 52            |
| 에릭 해스 뉴욕                | 사회노동당   | 45,189     | 0.06%      | 0             | 헤닝 블로멘 매사추세츠    | 0             |
| 클립톤 드베리 일리노이        | 사회노동자당 | 32,706     | 0.05%      | 0             | 에드 쇼 미시간            | 0             |
| 해롤드 먼 미시간              | 금주당       | 23,267     | 0.03%      | 0             | 마크 쇼 매사추세츠        | 0             |
| 존 캐스퍼 뉴욕                | 주권당       | 6,953      | 0.01%      | 0             | 제시 벤자민 스토너 조지아 | 0             |
| 조셉 라이트번 웨스트 버지니아 | 입헌당       | 5,061      | 0.01%      | 0             | 시어도어 빌링스 콜로라도  | 0             |
| 기타                          | -            | 223,313    | 0.32%      | 0             | -                         | 0             |
| 합계                          | 합계         | 70,639,284 |            | 538           | -                         | 538           |
| 선출필요수                    | 선출필요수   | 선출필요수 | 선출필요수 | 270           | -                         | 270           |

### 주별 선거 결과

#### 경합주
1. 애리조나 : 0.99%
2. 아이다호 : 1.83%
3. 플로리다 : 2.30%
4. 네브래스카 : 5.21%
5. 버지니아 : 7.36%
6. 조지아 : 8.25%
7. 캔자스 : 9.03%
8. 유타 : 9.73%
9. 테네시 : 11.01%
10. 사우스다코타 : 11.22%

## 같이 보기
- 미국의 보수주의
- 미국의 역사 (1964년~1980년)
- 1964년 미국 하원의원 선거
- 1964년 미국 상원의원 선거